# 加羅林縣 (馬里蘭州)
加羅林縣（英語：Caroline County）是美國馬里蘭州東部的一個縣，東北與特拉華州接壤。面積844平方公里。根據美國2000年人口普查，共有人口29,772人。縣治登頓 (Denton)。
成立於1773年。縣名紀念加羅林·艾登 (Caroline Eden)，殖民地時期最後一任總督羅伯特·艾登 (Robert Eden)之妻。